# Ctenitis crinita
Ctenitis crinita là một loài thực vật có mạch trong họ Dryopteridaceae. Loài này được (Poir.) Tardieu miêu tả khoa học đầu tiên năm 1954.